# 1867 w literaturze
Wydarzenia literackie w 1867 roku.

## Nowe utwory
- polskojęzyczne
  - Władysław Bełza – Podarek dla grzecznych dzieci[1]
  - Jan Chęciński – Dzień grzecznego Władzia[1]

- obcojęzyczne
  - Charles de Coster – Przygody Dyla Sowizdrzała (fr. La Légende d’Ulenspiegel)[2][3]
  - Fiodor Dostojewski – Zbrodnia i kara (ros. Преступле́ние и наказа́ние)
  - Alexandre Dumas (syn) – Sprawa Clémenceau (fr. L'affaire Clemenceau)
  - Henrik Ibsen – Peer Gynt
  - Iwan Turgieniew – Dym (ros. Дым)
  - Émile Zola – Teresa Raquin (fr. Thérese Raquin)

## Urodzili się
- 18 stycznia – Rubén Darío, nikaraguański pisarz (zm. 1916)
- 21 stycznia – Ludwig Thoma, niemiecki pisarz, wydawca i redaktor (zm. 1921)
- 29 stycznia – Vicente Blasco Ibáñez, hiszpański pisarz (zm. 1928)
- 31 stycznia – Mariusz Zaruski, polski poeta, nowelista, tłumacz, żołnierz (zm. 1941)
- 7 lutego – Laura Ingalls Wilder, amerykańska pisarka (zm. 1957)
- 9 lutego – Sōseki Natsume, japoński pisarz (zm. 1916)
- 18 lutego – Hedwig Courths-Mahler, niemiecka pisarka (zm. 1950)
- 10 kwietnia – George William Russell, irlandzki poeta i mistyk (zm. 1935)
- 14 kwietnia – René Boylesve, francuski powieściopisarz (zm. 1926)
- 7 maja – Władysław Reymont, polski pisarz okresu Młodej Polski, noblista 1924 (zm. 1925)
- 27 maja – Arnold Bennett, angielski pisarz (zm. 1931)
- 8 czerwca – Dagny Juel Przybyszewska, norewska pisarka, dramatopisarka, muza, tłumaczka (zm. 1901)
- 15 czerwca – Konstantin Balmont, rosyjski poeta symbolista (zm. 1942)
- 17 czerwca – Henry Lawson, australijski pisarz i poeta (zm. 1922)
- 25 czerwca – Max Dauthendey, niemiecki pisarz, poeta i malarz (zm. 1918)
- 28 czerwca – Luigi Pirandello, włoski dramaturg, powieściopisarz i nowelista (zm. 1936)
- 13 sierpnia – Rudolf G. Binding, niemiecki pisarz i poeta (zm. 1938)
- 14 sierpnia
  - Artur Oppman, polski poeta (zm. 1931)
  - John Galsworthy, angielski powieściopisarz (zm. 1933)
- 22 sierpnia – Rohan Kōda, japoński pisarz, tradycjonalista, historyk i krytyk literacki (zm. 1947)
- 23 sierpnia – Marcel Schwob, francuski pisarz żydowskiego pochodzenia (zm. 1905)
- 7 września – Camilo Pessanha, portugalski poeta (zm. 1926)
- 9 września – Arthur Rackham, angielski ilustrator książek (zm. 1939)
- 2 października – Božena Slančíková-Timrava, słowacka pisarka, dramaturg, publicystka, redaktorka, działaczka społeczna (zm. 1951)
- 18 października – Eugénio Tavares, poeta z Wysp Zielonego Przylądka (zm. 1930)
- 21 października – Zygmunt Bartkiewicz, polski pisarz, dziennikarz i felietonista (zm. 1944)
- 31 października – David Graham Phillips, amerykański nowelista (zm. 1911)
- 1 listopada – Felix Hollaender, niemiecki pisarz i dramaturg (zm. 1931)
- 16 listopada – Léon Daudet, francuski dziennikarz, pisarz i przedstawiciel nacjonalizmu integralnego (zm. 1942)
- 26 grudnia – Julien Benda, francuski krytyk, filozof i pisarz (zm. 1956)

## Zmarli
- 31 sierpnia – Charles Baudelaire, francuski poeta i prozaik (ur. 1821)
- 10 października – Julius Mosen, niemiecki poeta, dramaturg i prozaik żydowskiego pochodzenia (ur. 1803)